# Conhecer
A Enciclopédia Conhecer é uma enciclopédia em língua portuguesa publicada no Brasil pela primeira vez em 1966 pela Abril Cultural, posteriormente Nova Cultural. Foram publicadas três edições, Conhecer (vermelha) em 1966, Conhecer Nosso Tempo (verde) em 1974 e Novo Conhecer (azul) em 1977.
Primeiramente a enciclopédia era publicada em fascículos organizada por temas. A Conhecer acabou por tornar-se uma referência para trabalhos escolares e tornou-se um sucesso, vendendo mais de 100 milhões de exemplares e tendo treze edições em trinta anos.
Posteriormente houve publicações de Pesquisas de Conhecer em 1977 e Conhecer Universal em 1981.